# Мамели, Патрик
Патрик Мамели (нидерл. Patrick Mameli, родился 23 ноября 1966 года) — нидерландский гитарист и певец, известный главным образом как фронтмен и один из основателей дэт-метал-коллектива Pestilence. В 2007 году журнал Decibel включил его в двадцатку величайших гитаристов дэт-метала всех времён.

## Музыкальная карьера
Был неизменным участником Pestilence с 1986 года (сначала как гитарист, а с 1990 — и как вокалист). После того, как в 1994 году Pestilence прекратили свою музыкальную деятельность, Мамели некоторое время жил в Америке, а затем в 1995 году вернулся в Нидерланды.
В 2006 году Мамели начал играть в грув-метал-супергруппе C-187 вместе с барабанщиком Шоном Райнертом (Cynic, Death и др.), вокалистом Тони Eленковичем (Angel Blake, Mnemic и др.) и знакомым ещё по работе в Pestilence басистом Тони Чоем (Cynic, Atheist и др.) В составе С-187 Мамели записал вышедший в 2007 году альбом Collision (2002), однако коммерческий успех эту группу миновал.
В январе 2008 года Мамели заявил о том, что первичным проектом для него снова становится Pestilence, в новый состав которой помимо него вошли Тони Чой и барабанщик Питер Уилдор (Darkane, Arch Enemy и др.) Пятый по счёту студийный альбом Pestilence Resurrection Macabre увидел свет в марте 2009 года.